# Vennesla
Vennesla es un municipio en la provincia de Agder, Noruega. Vennesla se separó de Øvrebø en 1861. Øvrebø y Hægeland se fusionaron nuevamente con Vennesla el 1 de enero de 1964.  Se encuentra a unos 17 km al norte de Kristiansand y por sus dimensiones es el tercer municipio más grande del condado.

## Información general

### Nombre
El municipio (originalmente la parroquia) se denominó de esta manera por la antigua granja Vennesla (Nórdico antiguo Vendilslá), dado que la primera iglesia se construyó allí. El primer elemento del nombre es el genitivo de vendill que significa "ramita" (tal vez utilizado como el nombre de un brazo del  Venneslafjorden) y el último elemento es lá que significa "pantano".

### Escudo
El escudo es moderno, el mismo fue aprobado en 1971.  La banda ondulada simboliza al río Otra, que atraviesa el municipio. Los árboles simbolizan las forestaciones y los engranajes simbolizan la industria.

## Geografía
Vennesla limita por el oeste con los municipios de Marnardal y Songdalen, por el este con Birkenes y Iveland. En el noreste con Evje og Hornnes, y al sur con Kristiansand.

## Economía
Vennesla ha sido por mucho tiempo un pequeño pueblo industrial, con la fábrica de papel Hunsfos Fabrikker AS, como el principal referente de la comunidad. Sin embargo en décadas recientes, el número de empleados ha disminuido drásticamente desde unos 1,200 en la década de 1970, a 200 en el 2005 y solo unos 120 en el 2007. En el 2010 la fábrica de papel empleaba 135 personas. En el 2011 Hunsfos Fabrikker AS celebró 125 años de operación.
www.hunsfos.com

## Vikeland hovedgård
Existe una mansión en Vennesla llamada Vikeland hovedgård, que se dice que está habitada por un fantasma llamado "la dama azul" (den Blå Dama). Mary, la dama azul era una trabajadora de la granja que existía allí, y se enamoró del hijo del dueño de la granja. Pero no se les permitió que se casaran, por lo que se cuenta que Mary se suicidó colgándose en el "cuarto azul", de allí su nombre. En la actualidad, cuando se realizan casamientos en la mansión, los dueños de la propiedad permiten que el fantasma de la dama azul participe de los festejos del casamiento colocando un sitio adicional en la mesa para ella.